# Pantano Zittola
Pantano Zittola este o arie protejată (arie specială de conservare — SAC, sit de importanță comunitară — SCI) din Italia întinsă pe o suprafață de 233 ha, integral pe uscat.

## Localizare
Centrul sitului Pantano Zittola este situat la coordonatele 41°45′14″N 14°06′19″E / 41.753889°N 14.105278°E.

## Înființare
Situl Pantano Zittola a fost declarat sit de importanță comunitară în mai 1995 pentru a proteja 6 specii de animale. Situl a fost protejat și ca arie specială de conservare în decembrie 2018.

## Biodiversitate
Situată în ecoregiunea mediteraneană, aria protejată conține 7 habitate naturale: Mlaștini alcaline, Păduri ilirice de stejar și carpen (Erythronio-Carpinion), Fânețe de joasă altitudine (Alopecurus pratensis, Sanguisorba officinalis), Liziere de ierburi înalte hidrofile de câmpie și de nivel montan până la alpin, Râuri mediteraneene cu debit permanent cu specii de Paspalo-Agrostidion și galerii riverane de Salix și de Populus alba, Cursuri de apă de la nivel de câmpie la nivel montan, cu vegetație Ranunculion fluitantis și Callitricho-Batrachion, Pajiști umede mediteraneene cu ierburi înalte de Molinio-Holoschoenion.
La baza desemnării sitului se află mai multe specii protejate:
- păsări (2): sfrâncioc roșiatic (Lanius collurio), Sylvia hortensis
- amfibieni (2): Bombina pachypus, Triturus carnifex
- nevertebrate (1): Coenagrion mercuriale
- pești (1): Rutilus rubilio

Pe lângă speciile protejate, pe teritoriul sitului au mai fost identificate 4 specii de plante, 11 specii de nevertebrate.